# 40° à l'ombre
 (mai 2017).
Si vous disposez d'ouvrages ou d'articles de référence ou si vous connaissez des sites web de qualité traitant du thème abordé ici, merci de compléter l'article en donnant les références utiles à sa vérifiabilité et en les liant à la section « Notes et références ».
40° à l'ombre (également intitulée 40° à l'ombre de la 3 ou simplement 40°) est une émission de télévision de divertissement française diffusée chaque été, du lundi 29 juin 1987 au vendredi 29 août 1997 sur FR3 puis France 3.
Au Québec, elle est diffusée à partir du 21 août 1990 sur TV5 Québec Canada.

## Principe
Durant tout l'été, l'équipe de l'émission et son podium itinérant s'arrêtent chaque semaine dans une station balnéaire différente, afin de proposer quelques heures de détente tous les après-midi, autour de rubriques régulières. Chaque jour, plusieurs personnalités sont invitées à rejoindre le podium pour une succession de chroniques, mêlant jeux, variétés, recettes, reportages, invités, humour et rencontres. L'émission a lieu en direct et est successivement animée par Vincent Perrot, Marie-Ange Nardi et Thierry Beccaro.
Le mercredi, l'émission est consacrée aux enfants. Elle est alors présentée par Vincent Perrot, depuis le parc du Futuroscope, près de Poitiers.

## Évolution et succession de l'émission
Au fil des saisons, 40° à l'ombre de la 3 devient 40° à l'ombre puis 40°. L'équipe de l'émission et les rubriques proposées évoluent également. Le rendez-vous devient quotidien, du lundi au vendredi, à partir de 1993. Au cours des années 1990, la dernière semaine de programmation de l'émission est consacrée à un florilège.
Le divertissement occupe en 1987 la grille de FR3 entre 12 h 45 et 17 h. L'émission est entrecoupée de programmes, notamment la série Thierry la Fronde. À partir de 1989, 40° à l'ombre de la Trois prend le format de deux heures, qu'elle conserve jusqu'en 1997.

## Présentateurs

### Présentateurs principaux
- 1987, 1989 - 1994 : Vincent Perrot
- 1990 - 1992 : Julien Lepers
- 1995 - 1997 : Thierry Beccaro

### Coprésentateurs
- 1987 : Marc Bessou
- 1987 : Jean-Pierre Descombes
- 1987-1988 : Caroline Tresca
- 1992-1993 : Pascal Sanchez
- 1994 : Charly et Lulu
- 1994 : Sylvain Augier
- 1995-1997 : Marie-Ange Nardi
- 1996 : Isabelle Martinet
- 1993-1997 : Patrice Laffont

### Chroniqueurs
- 1987-1989 : Esthel Graf (La mode)
- 1994 : Isabelle Duhamel (Les animaux)
- 1995 : Jacques Gourier (Les animaux)
- 1995 : Petra Nussbaum (La mode)

Entre 1992 et 1994, le rendez-vous est animé au mois de juillet par Vincent Perrot. En août, ses remplaçants (Pascal Sanchez, Julien Lepers, Patrice Laffont, et Sylvain Augier) prennent le relais avant le retour de l'animateur en toute fin de saison.
Trois animateurs se succèdent à la présentation au cours de la dernière saison, l'été 1997. Thierry Beccaro assure le mois de juillet. Pour préparer sa rentrée théâtrale, il est remplacé par Marie-Ange Nardi début août. À la suite de son accident, Patrice Laffont prend sa relève, avant que Thierry Beccaro ne revienne quelques semaines plus tard.

## Chroniques

### Aperçu
Parmi les rubriques les plus marquantes, « Le Jeu de la séduction » oppose trois candidates autour d'une personnalité. Les participantes n'ont que quelques minutes pour prouver leur « talent ». Au terme des épreuves, l'une d'entre elles est déclarée « séductrice du jour ».
« Déclic et déclac » propose à des vacanciers candidats de faire la plus belle photo de l'invité du jour. Au cours du « Play-back chiche », les joueurs s'opposent autour du play-back d'une chanson. L'épreuve du « Chaud devant » consiste quant à elle à résoudre une énigme en guidant un journaliste, caméra à la main, dans les rues de la ville étape.
Outre les jeux, 40° à l'ombre s'intéresse également à l'art de vivre et aux animaux. Chaque jour avec « D'Âne à zèbre », le public découvre par exemple un nouvel animal. « L'Eroscope » propose une astrologie des sentiments. « Le Tour de force » présente des exploits atypiques en direct.
L'une des chroniques les plus emblématiques de l'émission est celle consacrée aux animaux. « D'Âne à zèbre » est présentée successivement par Isabelle Duhamel (1991 - 1994), Jacques Gourrier (1995), Cyril Laffitau et Jacques Coulan.
Le 8 août 1997, lors de la rubrique animalière, Pascal Coulan présente Titi, un jeune lion ; pendant la chronique, le fauve attaque Marie-Ange Nardi en direct. L'animatrice ne peut pas assurer l'antenne et elle doit être remplacée au pied levé par ses chroniqueurs.
À partir du milieu des années 1990, les « Jeux gonflés » font leur apparition au cours de l'émission. Ils sont notamment arbitrés par Jean-Paul Gaudfroy.

### Liste des chroniques par année
- 1987 : Information Rétro, le Schmilblik (Jean-Pierre Descombes), Agenda des vacances, Livres d'été, Look, Pense-bête (Nathalie Bonneville), Carte postale, Cinq minutes à croquer, Papys mamys, le Jeu de la séduction et Tubes de l'été.
- 1988 : Été chic été choc (chronique locale), Livre d'été, Look (Esthel Graf), Papys mamys, d'Âne à zèbre (Philippe le Tanno), Tubes de l'été, la Gueule du coin, le Tombeur (Brenda Kane), Carte postale, Vient faire un tour Billon (Pierre Billon), Déclic et déclac, le Jeu de la séduction, une Minute pour craquer, Maxi mini et les Recettes de l'amour.
- 1989 : Été chic été choc, d'Âne à zèbre (Laurence Lemaire), Look (Esthel Graf), la Gueule du coin, Tubes de l'été, Vient faire un tour Billon (Pierre Billon), Déclic et déclac, Le Jeu de la séduction, Maxi mini et Recette de l'amour.
- 1990 : Été chic été choc, d'Ane à zèbre (Laurence Lemaire), les Tubes de l'été, Tour de force, Look (Mathilde Vitry), Play-back chiche, Déclic et déclac, Top sixties, la Gueule du coin, Maxi mini, les Recette de l'amour, le Jeu de la séduction, l'Eroscope (Nathalie Duffau).
- 1991 : Été chic été choc, d’Âne à zèbre (Isabelle Duhamel, les Tubes de l'été, Tour de Force (Jean-Michel Daguenet), Look, Play-back chiche, Déclic et déclac, le Gueule du coin, le Jeu de la séduction, Maxi mini, les Recettes de l'amour, Duo sur... et l'Eroscope (Mirelle Lepetit).
- 1992 : Information Rétro, Play-back chiche, Tour de force (Jean-Michel Dagueney), Été chic été choc, Look (Cendrine Dominguez), d’Âne à zèbre (Isabelle Duhamel), Chaud devant (Bertrand Lefebvre), la Gueule du coin, le Jeu de la séduction, les Recettes de l'amour, Duo sur... et l'Eroscope (Mirella Lepetit).
- 1993 : Look (Petra Nussbaum), Information Rétro (Arnaud Blin), Play-back chiche, Tour de force (Bertrant Lefebvre), Été chic été choc, d’Âne à zèbre (Isabelle Duhamel), Tubes de l'été, Chaud devant, le Jeu de la séduction, Maxi mini, les Recettes de l'amour, Duo sur... et l'Eroscope (Marie-Ange Nardi).
- 1994 : Look (Petra Nussbaum), Été chic été choc, Play-back chiche, Tour de force, d'Ane à zèbre (Isabelle Duhamel), Chaud devant (Pierre-Yves Gaudillat), le Jeu de la séduction, Mini Maxi (Marie-Ange Nardi), les Recettes de l'amour, Duo sur... et l'Eroscope.
- 1995 : Look (Petra Nussbaum), Play-back chiche, Tour de force (Pierre-Yves Gaudillat), Été chic été choc, d'Ane à zèbre (Jacques Gourrier), Chaud devant, Information Rétro, Jeux gonflés, le Jeu de la séduction, Recettes coquines, Duos sur... et l'Eroscope.
- 1996 : Été top (concours de top models), Look (Petra Nussbaum), le Gueule du coin (Arnaud Blin), Play-back chiche, le Tour de force (Olivier Theron), Mime tout, d’Âne à zèbre (Cyril Laffitau), Chaud devant, Strip quiz, Jeux gonflés (Jean-Paul Gaudfroy), Météoroscope.
- 1997 : 40° pour jouer (Jean-Paul Gaudfroy), 40° pour plaire (Sonia Dubois), 40° pour découvrir (Arnaud Blin), 40° pour séduire, 40° pour oser (Guy Lecluyse), 40° pour déguster, 40° pour apprivoiser (Jacques Coulan), 40° pour nostradamuser.